# 황기영

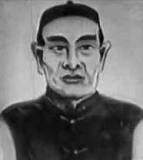

황기영(중국어: 黃麒英, 병음: Huáng Qíyīng, 광동 발음: Wong4 Kei4 Ying1, 황치잉, 1815년 ~ 1886년)은 중국 청나라 광동 남해(南海)현 출신의 무술가이자 의사이다. 소림 계통의 남파 무술인 홍가권(洪家拳)의 고수로, 광동 민간에서 광동십호(廣東十虎) 중 한 사람이자 황비홍(黃飛鴻, 황페이훙)의 부친이자 스승으로 유명한 인물이다.

## 생애
황기영은 1815년 광동성 남해현에서 태어났다. 그는 어릴 적부터 길거리에서 아버지 황태(黃泰, 황타이)에게 물려받은 무술을 선보이며 약을 팔아 생계를 유지했다. 여느 때처럼 그가 길거리에서 무술을 선보이며 약을 팔고 있을 때, 때마침 지나가던 육아채(陸阿采)의 눈길을 끌게 되었다. 육아채는 황기영의 아버지 황태의 스승으로 황기영에게 사공이 되는 인물이었다. 육아채는 황기영의 재주를 알아보고 그를 제자로 받아들이게 되었다. 육아채는 홍가권(洪家拳)의 시조인 지선선사(至善禪師)의 초창기 제자 중 한 명이자 홍가권의 창시자인 홍희관(洪熙官, 훙시관)의 사제(師弟)였다.
육아채 밑에서 10년 동안 홍가권을 수련한 후, 황기영은 청나라 말기의 무장 독립 부대인 흑기군(黑旗軍)의 무술 교관이 되어 활동하게 되었다. 그러나 그의 급료는 매우 낮아서 생계를 해결하기 어려운 지경이었다. 결국 황기영은 무술 교관을 하면서도 길거리에서 계속 무술을 선보이며 약을 팔아 가족을 부양하고 생계를 유지하였다. 후일 그는 광동에 자신만의 약국을 열게 된다.
황기영이 명성을 얻게 된 것은 그가 뛰어난 무술 실력으로 광동십호(廣東十虎)의 일원이 된 후부터였다. 광동십호는 청나라 말기 광동 지역에서 무술이 뛰어난 실존 인물 10인을 일컫는 호칭으로서 황기영 뿐만 아니라 취권의 달인인 소걸아(蘇乞兒), 철선권의 고수인 철교삼(鐵橋三) 등 쟁쟁한 고수들이 포함되어 있었다. 이 무리에 속한다는 것은 무인으로서 최고의 명예를 얻는 것이었기에 황기영의 명성은 널리 알려지게 되었다. 후일 황기영은 자신의 아들인 황비홍(黃飛鴻)에게 자신의 무술과 의술을 모두 전수하게 되는데 황비홍은 아버지인 그보다 더욱 명성을 얻게 되어 중국의 영웅이 된다.

## 그에 관한 이야기
황기영은 남룡북봉(南龍北鳳)의 고사로 유명하며, 이 이야기는 드라마 및 영화의 소재가 되기도 하였다. 주로 황비홍을 주인공으로 한 영화나 드라마에서 아들 황비홍을 돕는 조력자 역으로 자주 등장하였지만 어린 시절 황비홍의 이야기를 다룬 영화 철마류(少年黃飛鴻之鐵馬騮)에서 전쯔단(견자단, 甄子丹)이 황기영 역할을 맡아 화려한 무술을 펼치는 주인공으로 나왔다.

## 참조
| 3대 육아채 | 제4대 | 5대 황비홍 |